# Жак Каму
Жак Каму (фр. Jacques Camou, 1 травня 1792 — 8 лютого 1868) — французький генерал в арміях імператора Наполеона III.

## Біографія
Народившись у Саррансі, департамент Атлантичні Піренеї, Каму розпочав свою військову кар'єру 6 вересня 1808 року, як сержант у гірській піхоті. З військами Наполеона I він служив у Піренейській війні та в Італії.
Його військова кар'єра була перервана, коли французькі армії були розпущені в 1815 році, але в 1817 році він знову служив лейтенантом. У 1823 році він брав участь у французькій експедиції до Іспанії.
У 1830 році його відправили до Алжиру, де він дослужився до звання бригадного генерала в 1848 році. Чотири роки потому він був підвищений до звання генерал-майора та став командувачем дивізії в Алжирі.

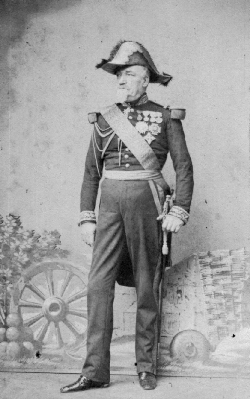
Жак Каму в 1857 році командував 2-ю піхотною дивізією Імператорської гвардії.

Згодом Каму командував 2-ю піхотною дивізією Імператорської гвардії у Кримській війні — де він брав участь в облозі Севастополя та в битві на Чорній річці в 1855 році — та в Другій італійській війні за незалежність у 1859 році.
У 1857 році він був нагороджений Великим хрестом ордена Почесного легіону, а 30 грудня 1863 року він став сенатором.

## Спадщина
У Парижі вулиця генерала Каму названа на честь Жака Каму. До 1967 року вулиця називалася просто вулицею Каму.